# Ekaterina Siurina
Ekaterina Siurina (russisch Екатерина Сюрина; * 2. Mai 1975 in Swerdlowsk) ist eine russische Opernsängerin (Sopran).

## Leben
Siurina studierte Gesang an der Russischen Akademie für Theaterkunst. Noch während des Studiums debütierte sie als Gilda (Rigoletto) an der Neuen Oper in Moskau. Seither gastierte sie u. a. an der Metropolitan Opera in New York, am Royal Opera House Covent Garden in London (Debüt: Saison 2003/04), am Teatro alla Scala in Mailand, am Grand Teatre del Liceu in Barcelona, an der Wiener Staatsoper, der Deutschen Oper Berlin (Debüt: 20. November 2005), an beiden Häusern der Pariser Oper und der Hamburgischen Staatsoper, der Bayerischen Staatsoper sowie bei den Salzburger Festspielen (2006) und der Glyndebourne Festival Opera.
2016 debütierte sie in Australien im Sydney Operahouse in der Rolle der Leila (Les pêcheurs de perles).
Ihr Repertoire umfasst Partien wie Pamina (Die Zauberflöte), Susanna (Le nozze di Figaro), Donna Anna (Don Giovanni), Antonia (Les Contes d’Hoffmann), Amina (La sonnambula), Adina (L’elisir d’amore), Giulietta (I Capuleti e i Montecchi), Violetta Valéry (La traviata), Nanetta (Falstaff), Mimì (La Bohème) und Anne Trulove (The Rakeʼs Progress).
Ekaterina Siurina ist mit dem amerikanischen Tenor Charles Castronovo verheiratet und lebt in Berlin.

## Diskografie
- Amour Éternel Audio-CD mit Charles Castronovo u. a. (2020, Label: Delos)
- Medtner: Songs Audio-CD mit Ian Burnside u. a. (2018, Label: Delphian)
- Amore e Morte Audio-CD mit Ian Burnside (2013, Label: Opus Arte)

## Videoaufnahmen
- L’elisir d’amore DVD (2010, Label: Opus Arte) mit Peter Auty, Alfredo Daza, Luciano di Pasquale, Eliana Pretorian, Maurizio Benini, Annabel Arden, London Philharmonic Orchestra, The Glyndebourne Chorus